# 日高村 (愛媛県)
日高村（ひだかむら）は、愛媛県越智郡にあった町である。
1955年（昭和30年）に波止浜町、清水村、富田村、桜井町、乃万村とともに今治市へ編入され、自治体としては消滅した。

## 地理
蒼社川左岸の平地及びゆるやかな丘陵地。現在は市街地に連たんし、住宅地と農地が混在し、国道196号や国道317号などの主要幹線道路沿線には商業サービス業店舗が連なっている。
村名の由来
古くから当地一帯の名称である「日吉」と「高橋」から一字ずつ取ってくっつけたもの。

## 歴史

### 町の沿革
- 1889年12月15日 - 町村制施行に伴い高橋、別名、小泉、片山、馬越の5か村が合併して越智郡日高村が成立。大字小泉に役場をおく。
- 1955年2月1日 - 桜井町、清水村、日高村、乃万村、富田村、波止浜町が今治市へ編入され、自治体としての歴史を閉じる。

```
日高村の系譜
（町村制実施以前の村）　（明治期）　　　　　　　　　（昭和の合併）　（平成の合併）
　　　　　　　　　　　　町村制施行時
　　　　　　　　　　　　　　　　　う　　え　お　か　き　く
　　　　　　　　　　　今治町━━今治市━┳━┳━┳━┳━┳━━━━┓
　　　　　　　　　　　　　　　　　┃　　┃　┃　┃　┃　┃　　　　┃
　　　　　　　　　　　日吉村━━━┛　　┃　┃　┃　┃　┃　　　　┃
　　　　　　　　　　　近見村━━━━━━┛　┃　┃　┃　┃　　　　┃
　　　　　　　　　　　立花村━━━━━━━━┛　┃　┃　く　　　　┃
　　　　　　　　　　　桜井村━桜井町━━━━━━┫　┃　　　　　　┃
　　　　　　　　　　　　　　　い　　　　　　　　┃　┃　　　　　　┃
　　　　　　　　　　　富田村━━━━━━━━━━┫　┃　　　　　　┃
　　　　　　　　　　　清水村━━━━━━━━━━┫　┃　　　　　　┃
高橋　　━━━┓　　　　　　　　　　　　　　　　┃　┃　　　　　　┃
別名　　━━━┫　　　　　　　　　　　　　　　　┃　┃　　　　　　┃
小泉　　━━━╋━━━日高村━━━━━━━━━━┫　┃　　　　　　┃
片山　　━━━┫　　　　　　　　　　　　　　　　┃　┃　　　　　　┃
馬越　　━━━┛　　　　　　　　　　　　　　　　┃　┃　　　　　　┃
　　　　　　　　　　　乃万村━━━━━━━━━━┫　┃　　　　　　┃平成17年1月16日
　　　　　　　　　　　波止浜村━━波止浜町━━━┛　┃　　　　　　┃新設合併
　　　　　　　　　　　　　　　　　　あ　　　　　　　┃　　　　　　┣今治市
　　　　　　　　　　　　　　　　　　　　　　　　　　┃　　　　　　┃
　　　　　　　　　　　　　　　　　　　　吉海町━━━┻━━━━━━┫
　　　　　　　　　　　　　　　　　　　　　　　　　　　　　　　　　┃
　　　　　　　　　　　　　　　　　　　　　　　　　　　　く┃　　　┃
　　　　　　　　　　　　　　　　　　　　波方町━━━━━━┻━━━┫
　　　　　　　　　　　　　　　　　　　　朝倉村━━━━━━━━━━┫
　　　　　　　　　　　　　　　　　　　　玉川町━━━━━━━━━━┫
　　　　　　　　　　　　　　　　　　　　大西町━━━━━━━━━━┫
　　　　　　　　　　　　　　　　　　　　菊間町━━━━━━━━━━┫
　　　　　　　　　　　　　　　　　　　　宮窪町━━━━━━━━━━┫
　　　　　　　　　　　　　　　　　　　　伯方町━━━━━━━━━━┫
　　　　　　　　　　　　　　　　　　　　上浦町━━━━━━━━━━┫
　　　　　　　　　　　　　　　　　　　　大三島町━━━━━━━━━┫
　　　　　　　　　　　　　　　　　　　　関前村━━━━━━━━━━┛

あ – 明治41年1月1日 波止浜村が町制施行、波止浜町に
い – 大正6年10月1日 桜井村が町制施行、桜井町に
う – 大正9年2月11日 今治市、日吉村と合併、市制施行
え – 昭和8年2月11日 今治市が近見村を編入
お – 昭和15年1月1日 今治市が立花村を編入
か – 昭和30年2月1日 今治市が桜井町、富田村、清水村、日高村、乃万村を編入
き – 昭和30年8月1日 境界変更により吉海町より馬島を今治市へ編入
く – 昭和35年5月1日 境界変更により波方町大字大浦の一部を今治市へ編入
（注記）日高村以外の合併以前の系譜はそれぞれの市町村の記事を参照のこと。

```

## 地域
合併成立前の旧5か村がそのまま大字となった。
高橋（たかはし）、別名（べつみょう）、小泉（こいずみ）、片山（かたやま）、馬越（うまごえ）

## 名所
- 泰山寺